# Kultura grobnih humaka
Kultura grobnih humaka je kulturni kompleks raširen na velikom području od Porajnja do Karpatske kotline tijekom srednjega brončanoga doba. Kulture se razlikuju s obzirom na ishodišno područje gdje su nastale, što je imalo utjecaj na keramičku proizvodnju, a zajednički su im istovrsnost brončanih proizvoda kao osnovni civilizacijski doseg onoga doba te običaj podizanja zemljanih ili kamenih humaka iznad grobova pokojnikâ. Zastupljena su oba rituala: ukopavanje tijela u raku i spaljivanje. Osobiti keramički oblici niske su trbušaste žare s kratkim vratom i raširenim obodom. Na naglašenom trbuhu uočljive su male ručke i izbočine. Od brončanih predmeta ističu se mačevi s kratkim jezičkom za nasad ručke, bodeži s punim kovinskim drškom, bojne sjekire, spiralno uvijene narukvice, igle s pečatastom glavom, naočalasti i srcoliki privjesci.